# Jossele-Schumacher-Affäre
Die Jossele-Schumacher-Affäre erschütterte Anfang der 1960er Jahre Israel und das Verhältnis orthodoxer zu säkularen Juden.
Jossele Schumacher wurde 1952 in der Sowjetunion geboren und kam 1958 mit seinen Eltern nach Israel, wo diese in einem säkularen Kibbutz lebten. Sein jüdisch-orthodoxer Großvater mütterlicherseits, Rabbi Nachman Shtrakes (er gehörte einer chassidischen Sekte an, die der Richtung des Rabbi Breslov folgte), hatte ihn 1958 in Obhut genommen, als es der Familie Schumacher vorübergehend finanziell schlecht ging. Als es den Eltern nach wenigen Monaten besser ging, verlangten sie das Kind zurück. Die Großeltern weigerten sich, da das Kind von seinen Eltern säkular erzogen werden sollte. Zunächst wurde es in verschiedenen chassidischen Gemeinschaften in Israel versteckt. 1960 ordnete das oberste Gericht Israels die Rückgabe an. Der Großvater weigerte sich und war vorübergehend inhaftiert. Die israelische Polizei suchte intensiv nach dem Kind, so dass die Großeltern beschlossen, ihn außer Landes zu schmuggeln. Das übernahm 1960 Ruth Blau (damals Ruth Ben David, geborene Madeleine Ferraille), die Teil der chassidischen Gemeinde wurde, obwohl sie ursprünglich eine konvertierte Französin war, die im Zweiten Weltkrieg in der Resistance war. Sie war Anfang der 1950er Jahre zum Judentum konvertiert und anfangs ebenfalls eher säkulare Zionistin, bevor sie sich den Orthodoxen zuwandte. In Frankreich hatte sie einen Sohn Claude (später Uriel) großgezogen, der später bei der Entführung half, und betrieb alleinstehend eine Import-Export-Firma. Sie ging mit dem Kind, das sie als Mädchen verkleidete und als ihre Tochter Claudine ausgab und das dabei kooperierte, in die Schweiz, schließlich nach Belgien und Frankreich. Als sie von der Suche des Mossad, der sich mit 40 Agenten auf orthodoxe Gemeinden um Paris konzentrierte, Wind bekam, brachte sie das Kind im März 1962 nach New York (Brooklyn) zu einer ultra-orthodoxen Familie (Mitglied der Satmar-Gemeinschaft in Williamsburg, Brooklyn). 
Die Suche in Israel wurde inzwischen durch den Inlandsgeheimdienst Schin Bet und Mitglieder der Armee verstärkt, wobei auch Agenten von anderen Missionen abgezogen wurden. Die Orthodoxen (besonders die radikale Gruppierung Neturei Karta) sahen in der Suche einen Versuch des israelischen Staates, sie von ihrem Glauben abtrünnig zu machen und zu säkularisieren. Premierminister Ben Gurion und andere säkulare Zionisten sahen das ebenfalls als eine Prinzipienfrage und eine Frage ihrer Autorität und drängten auf eine Suche und Rückführung. Schließlich wurde auch der Mossad unter ihrem Leiter Isser Harel eingeschaltet. Zuerst suchten sie ebenfalls in Israel, dann auch in Europa und weltweit. Der Mossad hatte aber Schwierigkeiten, Agenten unter die orthodoxen Juden einzuschleusen; sie wurden meist schnell erkannt und aus den Synagogen oder Versammlungen verwiesen. Der Mossad-Chef Isser Harʾel bemerkte dazu, dass es leichter gewesen wäre, den Kreis von Altnazis um Eichmann zu infiltrieren als die orthodoxen jüdischen Gemeinden. Schließlich kam man Ruth Blau auf die Spur, die sie bei einem Aufenthalt in einem Vorort von Paris, wo sie ihr Haus verkaufen wollte, aufspürten und dazu brachten, den Aufenthaltsort zu verraten. Sie weigerte sich lange und gab erst nach, als man ihr Beweismaterial präsentierte und ihr weismachte, dass ihr Sohn Uriel, der inzwischen in die israelische Armee eingezogen war, ihre Beteiligung offengelegt hatte. Dort holte ihn schließlich seine Mutter ab. Im September 1962 konnten FBI und Mossad den Jungen in Brooklyn in Gewahrsam nehmen und dann seinen Eltern übergeben.
Der Fall spaltete die israelische Gesellschaft und beschäftigte die israelische und weltweite jüdische Öffentlichkeit Anfang der 1960er Jahre. Orthodoxe Juden waren empört über das Vorgehen der Sicherheitskräfte und die Durchsuchungen (die Beamten wurden auch bei späterer Gelegenheit mit dem Ruf Wo ist Jossele ? abfällig empfangen, gesungen nach einer populären Melodie). Selbst in den USA sangen die orthodoxen Jugendlichen das Lied, als etwa das FBI, das vom Mossad um Hilfe gebeten worden war, ihre Sommercamps in den Catskills durchsuchte. Isser Harʾel wurde beschuldigt dafür in großem Umfang Agenten von anderen Aufgaben, zum Beispiel der Suche nach Nazi-Verbrechern, abgezogen zu haben. Der Mossad hatte gerade 1960 Adolf Eichmann gefasst und nach Israel gebracht und war auf der Suche nach weiteren Kriegsverbrechern.
Ruth Blau heiratete, damals 45 Jahre alt, 1965 den Leiter der ultra-orthodoxen Neturei Karta, Rabbi Amrun Blau, ein damals 68-jähriger Witwer mit zehn erwachsenen Kindern. Die Heirat war um zwei Jahre verzögert worden wegen Einspruchs einiger der Kinder des Rabbis und einiger Rabbiner-Kollegen, die teilweise ebenfalls vorher um ihre Hand anhielten. Der Rabbi starb 1974. Ruth Blau starb 2000 und veröffentlichte ein Buch über die Entführung.
Ab 1962 lebte Yossele Schumacher mit seinen Eltern zunächst in Cholon und ging zuerst auf eine religiöse, dann in eine säkulare Schule. Ab 1970 leistete er seinen Wehrdienst als Artillerieoffizier und war danach bei IBM. Er heiratete 1979, hatte drei Kinder und lebte in der Siedlung Scha'arei Tikva im Westjordanland.